# Rem tene, verba sequentur
La locuzione latina Rem tene, verba sequentur può esser tradotta in italiano come «Possiedi l'argomento e le parole seguiranno [da sé]».
La paternità di questa sententia viene attribuita a Catone il Censore da parte del retore Gaio Giulio Vittore, il quale lo cita all'interno della sua opera didascalica denominata Ars rhetorica.
Tale massima, il cui significato può essere espresso come «abbi chiaro l'argomento del tuo discorso e le parole verranno da sé», è una novità nell'ambito dell'arte forense: secondo Catone, difatti, al fine di poter elaborare un discorso gradevole, convincente ed equilibrato, non è necessario prepararne a priori la struttura e gli artifici linguistici, poiché chi ne conosce a fondo gli argomenti è per ciò stesso capace di svilupparli in qualsiasi discorso, in maniera del tutto spontanea.
La massima di Catone è in antitesi con la teoria sostenuta da Aristotele (Retorica, III, 1): secondo lo Stagirita, infatti, non è sufficiente conoscere a fondo l'argomento che si vuole esporre, bensì è necessario che anche il discorso stesso venga preparato in una buona forma espositiva.
Il concetto, espresso con parole simili, si ritrova in Cicerone nel saggio De oratore, 3.125: Rerum enim copia verborum copiam gignit ("L'abbondanza di argomenti produce infatti ricchezza di parole").
L'espressione è moderatamente nota ed utilizzata anche nel linguaggio italiano contemporaneo.